# Quận Mountrail, North Dakota
Quận Mountrail là một quận thuộc tiểu bang Bắc Dakota, Hoa Kỳ. Quận lỵ đóng ở Stanley6. Quận được đặt tên theo. Dân số theo điều tra năm 2000 của Cục điều tra dân số Hoa Kỳ là 6631 người.

## Địa lý
Theo Cục điều tra dân số Hoa Kỳ, quận này có diện tích 5027 km2, trong đó có 303 km2 là diện tích mặt nước.